# Duché d'Andria
Pour les articles homonymes, voir Andria (homonymie).
Entités précédentes :
- Comté d'Andrie

Le duché d'Andrie (ou aussi duché d'Andria) était un duché du royaume de Naples. Établi dès le XIe siècle en tant que comté normand du royaume de Sicile, sa capitale était Andria, une municipalité de l'actuelle région des Pouilles, et a été élevée au rang de duché au XIVe siècle.

## Histoire
Des comtes d'Andria d'origine normande sont recensés depuis le milieu du XIe siècle. Le Catalogus Baronum, daté de 1168, enregistre les territoires de «Andria, Minorbino, Sancto Arcangelo, Policore, Rocca Colobrara, Castello Novo, Banciam» parmi ceux qui appartenaient à Bertheraimo, comte d'Andria, qui devait fournir «milites XXXI et cum augmento milites LXXII». Le fief a ensuite été accordé à une branche de la famille Del Balzo par les rois angevins du royaume de Sicile au début du XIVe siècle.

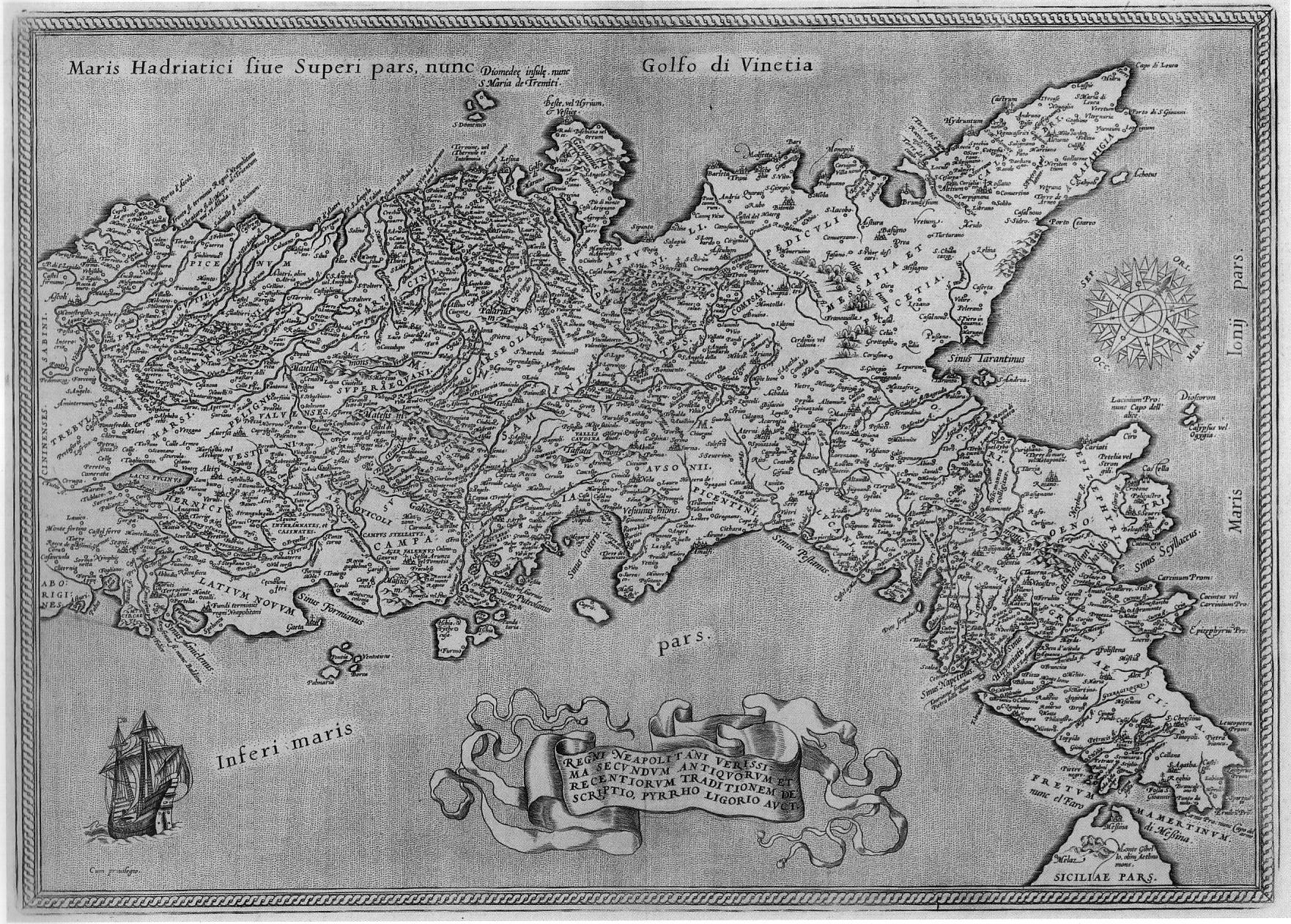
Carte du royaume de Naples du XVIe siècle avec la présence d'Andrie (Andria sur la carte).

## Comtes et ducs d'Andria

### Comtes
- Riccardo Ier / Richard Ier, documenté en 1063[1] ;

...
- Goffredo / Godfroy, documenté en 1127 et 1130[2] ;
- Richard II († 1155) ;

(vacance)
- Bertrando di Gravina, de 1166 à 1168[3] ;
- Roger de Trani, de 1168 à 1190 ;
- Roberto di Calagio, de 1190 à après 1200 ;
- Giacomo di Andria, documenté en 1218[4] ;

...
- Raymond-Bérenger d'Anjou, fils du roi Charles II d'Anjou, comte d'Andria de 1290 à 1305 environ ;
- Béatrice d'Anjou, fille du roi Charles II d'Anjou, comtesse d'Andria de 1305 jusqu'à sa mort en 1321 ;
  - Bertrand III des Baux, comte d'Andria et Squillace, comte de Montescaglioso, seigneur de Berre, par mariage avec Béatrice en 1309.

### Ducs
- Francesco I del Balzo / François des Baux (1332-1420), fils de Bertrand, comte de Montescaglioso et Squillace, créé 1er duc d'Andrie en 1373[5], destitué en 1374 puis restauré en 1381 ;
- Guglielmo del Balzo (1360-1444), fils de François, 2e duc d'Andria de 1420 à 1444 ;
  - Jacopo Caldora (1369-1439), duc d'Andria à partir du 11 novembre 1420 [6] ;
- Berlingiero Caldora (it) (post 1400-1436), fils de Jacopo, duc d'Andria de 1434 à 1436 [7],[8] ;
- François II des Baux (1410-1482), fils de Guglielmo, 3e duc d'Andria de 1444 à 1482 ;
- Pierre des Baux (1430-1487), fils de François, 4e duc d'Andria de 1482 à 1487 ;
- Isabelle des Baux (1468-1533), fille de Pierre, 5e duchesse d'Andria de 1487 à 1533.